# Emberá-Wounaan

Comarcans läge i Panama.

Comarca Emberá-Wounaan (Comarca de Emberá-Wounaan) är ett av Panamas 5 comarca (område med begränsad autonomi).

## Geografi
Emberá-Wounaan har en yta på cirka 4 398 km² med cirka 8 200 invånare. Befolkningstätheten är 2 invånare/km².
Huvudorten är Unión Chocó med cirka 900 invånare.

## Förvaltning
Comarcan förvaltas av en Gobernador (guvernör), ISO 3166-2-koden är "PA-EM", befolkningen utgörs huvudsakligen av ursprungsfolket Emberá-indianerna och Wounaan-indianerna.
Emberá-Wounaan är underdelad i 2 distritos (distrikt) och 5 corregimientos (division):
- Cémaco, yta 3 089 km², cirka 6 300 invånare, med corregimientos:

Huvudort Unión Chocó och Cirilo Guainora, Lajas Blancas, Manuel Ortega
- Sambú, yta 1 294 km², cirka 1 900 invånare, med corregimientos:

Huvudort Puerto Indio och Río Sábalo, Jingurudó
Comarcan inrättades den 8 november 1998 efter delning av provinsen Darién.